# Paja

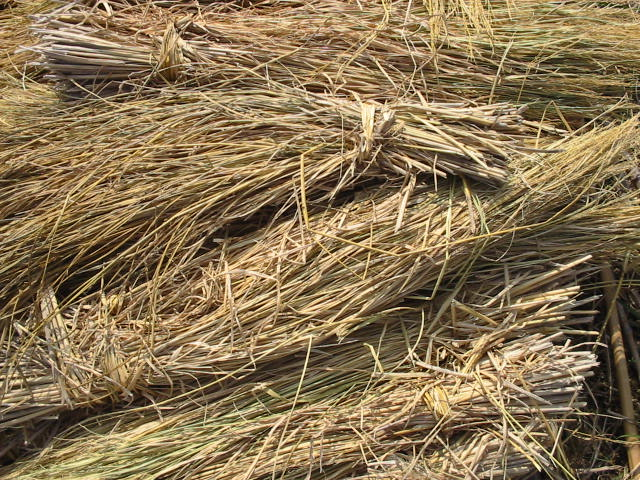
Paja de arroz.

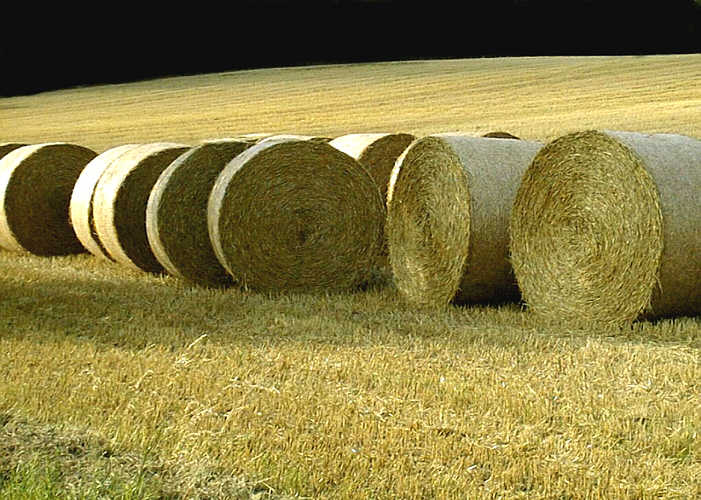
Balas, pacas o fardos de paja.

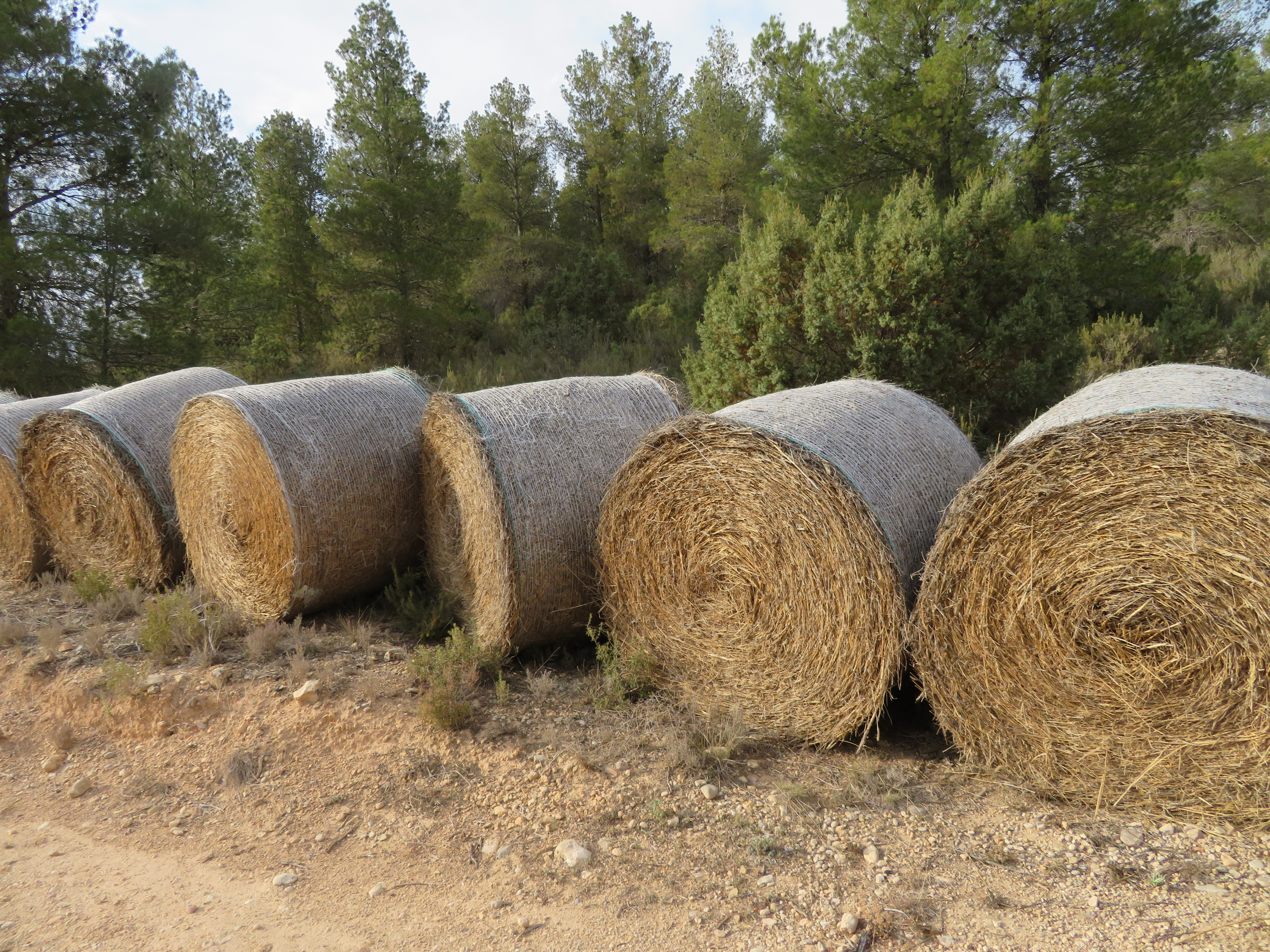
Balas de paja para alimentar el ganado (Aguaviva, Teruel).

La paja es el tallo seco de ciertas gramíneas, especialmente los cereales llamados comúnmente de «caña» (trigo, avena, centeno, cebada, arroz, etcétera), una vez cortado y desechado, después de haber separado el grano o semilla mediante la trilla.

## Variedades
La altura de la paja varía según las especies y variedades cultivadas. Por ejemplo, ciertos tipos de trigo denominados de caña corta, han sido seleccionados precisamente para prevenir el riesgo de encamado. Sin embargo, existen también tratamientos que permiten limitar el crecimiento de las cañas con el mismo fin.

## Recogida
Después de haber madurado el cereal, llega la época de la trilla, durante la cual se regula la altura de la barra cortadora de la cosechadora-trilladora, según se desee recoger un máximo de paja o no, operación realizada por la cosechadora, que va dejando la paja en forma de hozadas en el propio campo. Luego, hay que pasar con otra máquina que recoja la paja y la prense en fardos, balas, pacas o rollos, que serán transportados y almacenados posteriormente al abrigo de la intemperie. Finalmente, la parte de la caña de escasa altura que aún queda en el suelo tras la trilla es el llamado rastrojo.
Antaño, la paja podía ser obtenida tras la operación de trilla de las parvas (separación del grano de la caña del cereal) en un recinto cerrado denominado era. Para su conservación como alimento para los animales se almacenaba en pacas o fardos en graneros o cobertizos, o incluso silos, en épocas más recientes.

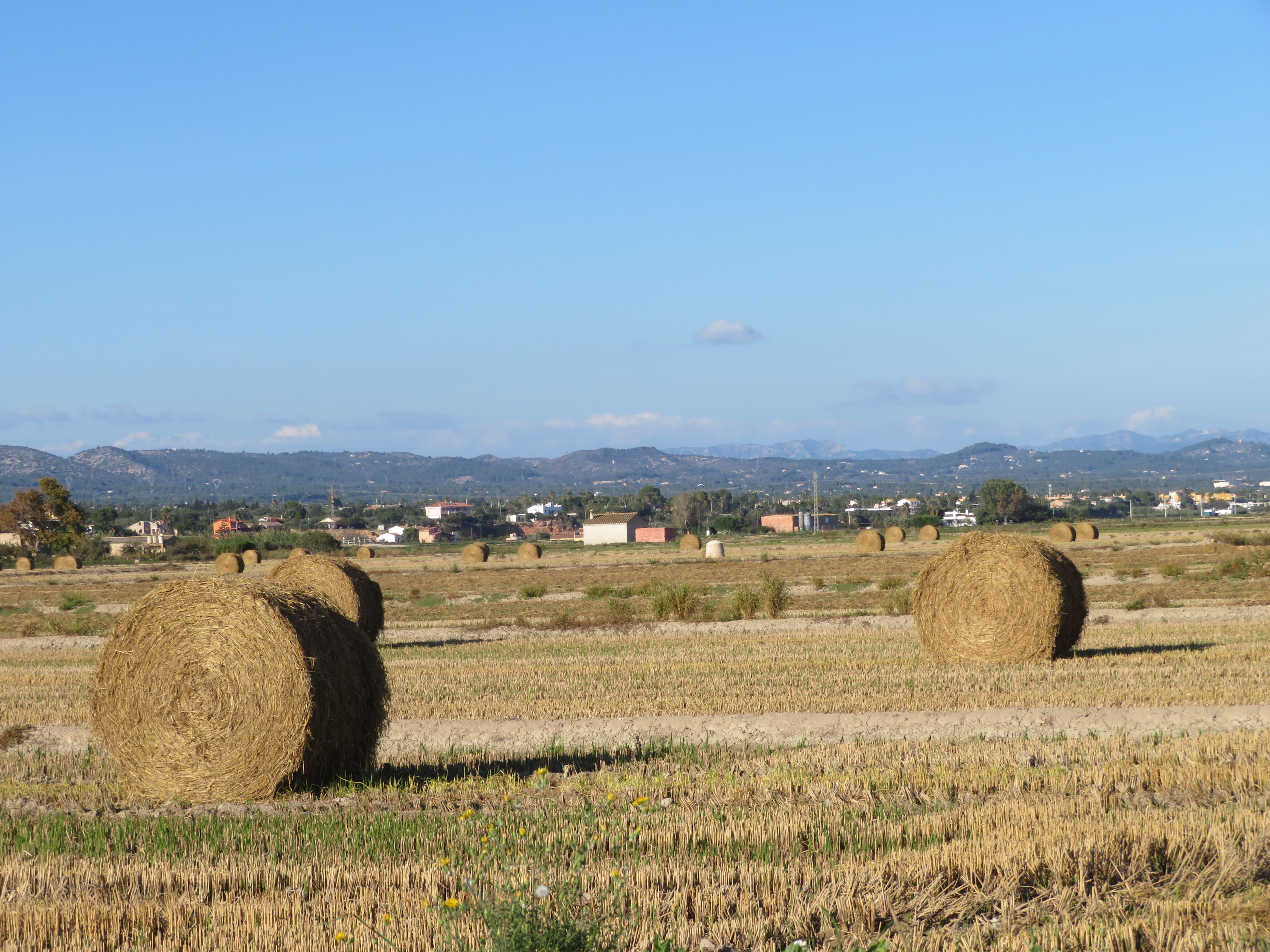
Balas de paja de arroz, Delta del Ebro

## Usos

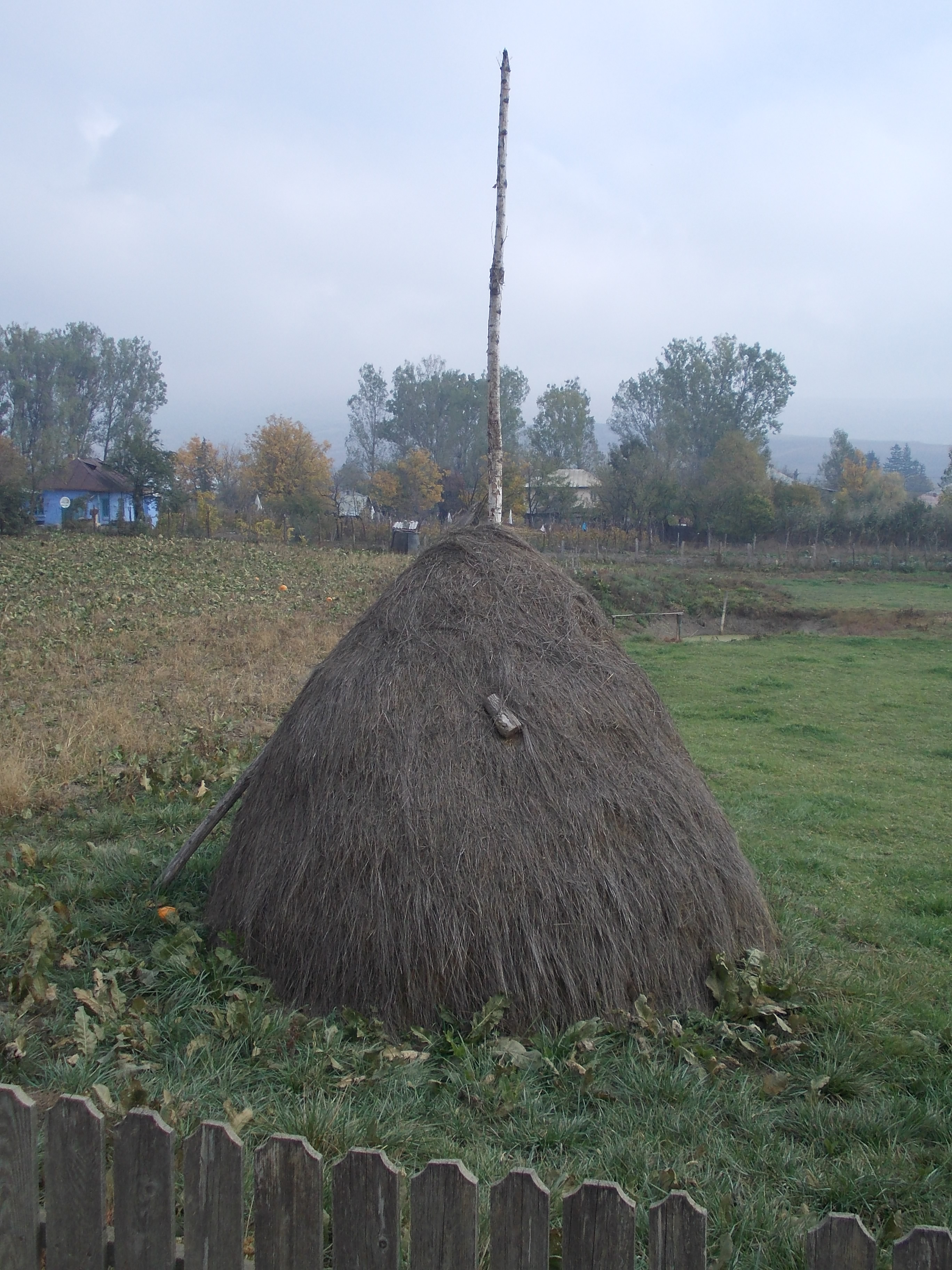

La paja se comercializa generalmente en pacas o en rollos, y su valor puede verse afectado por lo limpia y pura que ésta se considere, lo que revierte en una mayor o menor calidad del producto. 
En otros tiempos, la paja era una parte vital de la cosecha, pero con la llegada de las cosechadoras (1950), y de las sembradoras de labranza cero (1990) la paja podría llegar a ser una carga, un estorbo para los granjeros. A pesar de todo, aún hoy en día se sigue considerando muy útil en infinidad de empleos, que van desde para reincorporarlo al terreno, ayudando así a la recuperación de materia orgánica del suelo a usarlo como material de construcción.
He aquí una lista de los usos más frecuentes de la paja:
- Como litera o cama para animales domésticos (sobre todo caballos, ganado bovino y ovino), formando, así, la base del estiércol.
- Como alimento del ganado, aunque de calidad mediocre, para los rumiantes, únicos animales de cría capaces de digerir la celulosa contenida en la paja, gracias a la actividad microbiana de su estómago. Para hacerla más apetecible, y para mejorar su valor nutritivo, puede añadírsele diversos productos (urea, melaza, etc.). La paja es un producto útil en caso de penuria, sobre todo durante los períodos de sequía que agotan la producción de forraje en las zonas de cría ganadera; sin embargo, un bóvido alimentado exclusivamente de paja adelgaza rápidamente.
- Como protección del suelo, en forma de pajote (‘capa de paja’), especialmente en horticultura. Es en este sentido que se usa para mantener la humedad después de haber sembrado pasto. La paja es, pues, una más de las alternativas dentro del grupo de materiales protectores de la capa húmeda del suelo, junto a la corteza de pino, o incluso a las láminas de material plástico. (Ver artículos relacionados: Permacultura y Masanobu Fukuoka)
- Como fuente de energía, bien sea usada directamente como combustible, o a través de procedimientos de transformación que dan lugar a carburantes de mejor calidad medioambiental, tales como: el biogás (obtenido por fermentación), el carbón vegetal (obtenido mediante pirólisis) o el (aún en estudio) etanol.
- Para ponerla donde el suelo está muy mojado y lodoso.
- La paja de algunas plantas, como los cereales, puede utilizarse como material de construcción (Bioconstrucción)
- Como fuente de celulosa para fabricar papel
- En la ciudad de San Juan de Pasto, al sur de (Colombia) en Sudamérica, la paja o tamo es usada por los artesanos para recubrimiento decorativo, o taracea, de objetos de madera (Ver: Enchapado en tamo).
- Construcción de viviendas con fardos de paja: uno de los materiales más antiguos usados en la construcción de viviendas es la paja, que en nuestros años modernos es enfardada y usada en construcciones de viviendas autosoportante.
- Tejados de paja: una cubierta con vegetación seca como paja, carrizo, juncia, junco y brezo y colocándola en capas, de forma que el agua se elimine lejos de la cubierta interna. En Sudamérica se llaman quinchos y ese nombre también alcanza para construcciones que se adosan a las viviendas comúnmente para hacer asados.

Ejemplos de tipos de viviendas con tejados de paja son:
- - Teito
  - Chozo
  - Ruca
  - Chaumière
  - Wigwam

## Expresiones y frases hechas
- Ver la paja en ojo ajeno; expresión que hace referencia a la parábola bíblica de la paja y la viga (Lucas 6:41-42) en la que Jesús reprocha a los hipócritas el querer quitar la paja del ojo ajeno, cuando en realidad no ven la viga en el suyo propio. Se utiliza para indicar que, a menudo, quien juzga o critica tiene las mismas faltas (o incluso en grado mayor) que censura en los demás.
- Por un quítame allá esas pajas; se dice cuando el motivo de un enfrentamiento o discusión es ínfimo o de escasa importancia.
- En un quítame allá esas pajas; expresión equivalente a en un periquete o en un pispás; 'rápidamente'.
- En lenguaje vulgar se utiliza paja para referirse a la masturbación[1] masculina y femenina. Otras variantes son pajearse, hacerse una paja o hacerse la paja.[1]
- En Latinoamérica, especialmente en Venezuela y Costa Rica, es de uso frecuente la expresión hablador de paja para referirse a la persona que dice muchas mentiras o que habla de temas sin importancia (trivialidades). No hables más paja se dice a quien en una conversación no aporta con sus palabras nada que sea de provecho.
- En México se usa comúnmente la expresión hombre de paja para referirse a los presta-nombres, a los testaferros, que se prestan para realizar negocios, generalmente turbios, a nombre de otros que permanecen en el anonimato.
- En Colombia, Guatemala, Honduras y El Salvador se utiliza el término paja para hacer referencia a la mentira. Por ejemplo, sólo pajas decís, que en buen sentido sería: solo mentiras decís. El término pajero hace referencia a quien dice pajas o mentiras.
- Hay una falacia muy común en el lenguaje, llamada falacia del hombre de paja.
- En Argentina, Chile, Paraguay y Uruguay, se utiliza para expresar cansancio o pereza .. "Ir hasta la esquina me da paja".
- En Colombia, Ecuador, Perú y en Venezuela cuando alguien tiene una cuota de responsabilidad en un asunto vergonzoso o desagradable se dice que tiene rabo de paja.